# 케인스 혁명
케인스 혁명은 전체 경제에서 고용 수준을 결정하는 요소에 관한 경제 이론의 근본적인 재작업이었다. 혁명은 당시 정통 경제학 틀, 즉 신고전파 경제학에 반하는 것이었다.
케인스 혁명의 초기 단계는 1936년 존 메이너드 케인스의 《일반 이론》이 출판된 후 몇 년 동안 발생했다. 그것은 고용에 대한 신고전파적 이해가 공급이 아니라 수요가 고용 수준을 결정하는 원동력이라는 케인스의 견해로 대체되는 것을 보았다. 이것은 케인스와 그의 지지자들에게 심각한 실업을 완화하기 위해 정부가 개입해야 한다고 주장할 이론적 근거를 제공했다. 1937년 이후 케인스가 이론적 논쟁에 많이 참여할 수 없게 되자, 그의 작업을 구 체계와 조화시켜 신고전주의 경제학과 케인스 경제학을 혼합한 틀이 형성하는 과정이 신속하게 진행되었다. 이러한 학파를 혼합하는 과정을 신고전파 종합이라 하며, "거시경제학에서는 케인스주의, 미시경제학에서는 신고전주의적"으로 요약할 수 있다.
혁명은 주로 주류 경제관의 변화와 통일된 틀을 제공하는 것이었다. 중심 정책 변화는 정부 조치가 공공사업이나 감세와 같은 적자 지출 (재정 부양책), 금리 및 통화 공급의 변화(통화 정책)를 통해 실업 수준을 변경할 수 있다는 명제였다. 원동력은 대공황의 경제 위기와 1936년 존 메이너드 케인스의 《고용, 이자 및 화폐의 일반 이론》의 출판이었다. 이 이론은 존 힉스에 의해 신고전주의적 틀, 특히 IS-LM 모형으로 재작업되었다. 이 종합은 1948년부터 폴 새뮤얼슨의 영향력 있는 교과서에서 미국 학계에서 대중화되었고, 제2차 세계대전 이후 미국의 경제 사상을 지배하게 되었다. "케인스 혁명"이라는 용어 자체는 1947년 미국 경제학자 로런스 클라인의 텍스트에서 사용되었다. 미국에서 케인스 혁명은 초기에 제2의 적색 공포 (매카시즘) 동안 보수주의자들에 의해 적극적으로 공산주의로 비난받았지만 궁극적으로 케인스 경제학의 한 형태가 주류가 되었다.

## 같이 보기
- 존 메이너드 케인스
- 케인스 경제학
- 패러다임의 전환